# São Lourenço do Douro
São Lourenço do Douro is een plaats (freguesia) in de Portugese gemeente Marco de Canaveses en telt 951 inwoners (2001).